# A Bridgerton család (televíziós sorozat)
A Bridgerton család (eredeti cím: Bridgerton) 2020-tól vetített amerikai romantikus sorozat, amelyet Chris Van Dusen alkotott, Julia Quinn azonos című regénysorozata alapján. A főbb szerepekben Adjoa Andoh, Lorraine Ashbourne, Jonathan Bailey, Nicola Coughlan és Ruth Gemmell látható.
Az első évadot Amerikában és Magyarországon 2020. december 25-én mutatta be a Netflix. A második évad 2022. március 25-én jelent meg a Netflixen. A harmadik évad 2024. május 24-én  mutatták be.
2021 áprilisában berendelték a negyedik évadot.

## Ismertető
A regency korszak hátterében, a nemes és hatalmas Bridgerton család nyolc szoros kapcsolatú testvére – Anthony, Benedict, Colin, Daphne, Eloise, Francesca, Gregory és Hyacinth – a londoni magas társadalomban keresik a szerelmet, miközben barátok és riválisok egyaránt körülveszik őket.

## Szereplők

### Főszereplők
| Szereplők                 | Színész                | Magyar hang                                               | Leírás | Évad |
| ------------------------- | ---------------------- | --------------------------------------------------------- | --- | ---- |
| Anthony Bridgerton        | Jonathan Bailey        | Orosz Ákos                                                | A legidősebb Bridgerton gyermek és a család feje. Viscounttá vált fiatalon, miután tanúja volt apja hirtelen halálának, ami traumát okozott neki, elzárkózottá tette, és félt a szeretettől és a veszteségtől. | 1–   |
| Benedict Bridgerton       | Luke Thompson          | Tasnádi Bence                                             | A második legidősebb Bridgerton gyermek. Mint a család "pótlék" gyermeke, kevésbé érdekli, hogy megfeleljen a társadalmi elvárásoknak, és szenvedélyt talál a művészetekben és egy bohém életstílusban. | 1–   |
| Colin Bridgerton          | Luke Newton            | Ágoston Péter                                             | A harmadik Bridgerton gyermek. Küzd a céltalanság érzésével, és ideje nagy részét utazással tölti. | 1–   |
| Daphne Basset             | Phoebe Dynevor         | Rudolf Szonja                                             | Bridgerton negyedik gyermeke és a család legidősebb lánya. Ő az "összehasonlíthatatlan", egy rendkívül keresett hölgy, akinek a házasságkötési esélyeit folyamatosan ellehetetleníti a túl védelmező bátyja, Anthony. | 1–2. |
| Eloise Bridgerton         | Claudia Jessie         | Döbrösi Laura                                             | Az ötödik Bridgerton gyermek. Frusztrálja a nőként rendelkezésére álló korlátozott lehetőségek, és inkább tanulna, mintsem részt vegyen a szezon eseményeiben vagy letelepedjen. | 1–   |
| Francesca Stirling        | Ruby Stokes            | Mikita Dorka Júlia                                        | A hatodik Bridgerton gyermek. Visszafogottabb, mint a család többi tagja. | 1–2. |
| Francesca Stirling        | Hannah Dodd            | Széles Flóra                                              | A hatodik Bridgerton gyermek. Visszafogottabb, mint a család többi tagja. | 3–   |
| Gregory Bridgerton        | Will Tilston           | Gáll Dávid                                                | A hetedik Bridgerton gyermek és a család legfiatalabb fia. | 1–   |
| Hyacinth Bridgerton       | Florence Hunt          | Kobela Kíra                                               | A nyolcadik és legfiatalabb Bridgerton gyermek. Bár fiatal, gyakran megpróbál részt venni idősebb testvérei kalandjaiban. | 1–   |
| Violet Bridgerton         | Ruth Gemmell           | Söptei Andrea                                             | A Bridgerton gyermekek édesanyja és Edmund özvegye. Rossz reakcióval viszonyult férje korai halálára, és érzelmileg távol maradt, de azóta szerető és védelmező matriarchává vált a családja számára, bár időnként hiányzik a tudatossága a gyermekeik mélyebb aggodalmai iránt. | 1–   |
| Lady Agatha Danbury       | Adjoa Andoh            | Szirtes Ági                                               | Bölcs és erőteljes matrona a londoni társaságban. Ő nevelte fel Simon Bassetet, miközben ő is fiatalodott. Később, egy régi barátja kérésére, ő támogatja Mary-t és lányaikat londoni tartózkodásukban. | 1–   |
| Sarolta királyné          | Golda Rosheuvel        | Hegyi Barbara                                             | Mindig üdvözli a hölgyeket, és eltökélt szándéka, hogy kiderítse, ki áll Lady Whistledown álnév mögött. | 1–   |
| Penelope Bridgerton       | Nicola Coughlan        | Sodró Eliza                                               | Eloise Bridgerton barátja, aki az utcával szemben lakik. Ő a legfiatalabb Featherington lány. Egy látszólag naiv falra festett virág, akiről kiderül, hogy ő az anonim pletykás újságíró. | 1–   |
| Kate Bridgerton           | Simone Ashley          | Mikecz Estilla                                            | Új jövevény Indiából, és 26 évesen már elismert hölgy. | 2–   |
| Simon Basset              | Regé-Jean Page         | Novkov Máté                                               | Egy megfelelő udvarló, aki visszatér Londonba, miután megfogadta, hogy nem házasodik meg és nem lesz gyermeke, mivel ezt az ígéretet tette bántalmazó apjának halálos ágyán. Megállapodást köt Daphne Bridgertonnal, hogy színlelt udvarlást folytatnak, hogy mindkettőjük érdekeit szolgálja, ami egyre növekvő vonzalomhoz vezet közöttük. | 1.   |
| Marina Crane              | Ruby Barker            | Törőcsik Franciska                                        | A Featherington család egy unokatestvére, egy vidéki nemesi családból. Szerelme, George Crane teherbe ejtette, amikor elindult a háborúba, és meghalt, mielőtt teljesíthette volna a szándékát, hogy feleségül vegye. Megpróbálja férjül venni Collint, hogy eltitkolja terhességét, és biztosítsa gyermeke jólétét, de a terv meghiúsul, amikor Lady Whistledown leleplezi őt. Később elfogadja George testvére, Sir Philip ajánlatát, és ikreket, Oliver-t és Amanda-t szül. | 1–2. |
| Siena Rosso               | Sabrina Bartlett       | Szilágyi Csenge                                           | Operaénekesnő és Anthony szeretője. Viharos kapcsolatuk véget ér, mielőtt Anthony találkozik Kate-tel és Edwina-val. | 1.   |
| Philippa Finch            | Harriet Cains          | Andrusko Marcella (1–2. évad) Nemes Takách Kata (3. évad) | A Featherington család idősebb lányai. Philippa hozzámegy Albion Finch-hez és Prudence hozzámegy Harry Dankworth-hoz. | 1–3. |
| Prudence Dankworth        | Bessie Carter          | Varga Lili                                                | A Featherington család idősebb lányai. Philippa hozzámegy Albion Finch-hez és Prudence hozzámegy Harry Dankworth-hoz. | 1–3. |
| Archibald Featherington   | Ben Miller             | Hirtling István                                           | A Featherington család feje és ismert szerencsejátékos. | 1.   |
| Lady Portia Featherington | Polly Walker           | Básti Juli                                                | A Featherington család matriarchája, akit ízléstelen divatérzékéről és különféle terveiről ismernek, amelyek célja, hogy férjhez adja lányaikat. | 1–   |
| Lady Whistledown          | Julie Andrews (hangja) | Hámori Ildikó                                             | Éveken keresztül titokban vonzódott Eloise testvéréhez, Colinhoz. | 1–   |
| Edwina Sharma             | Charithra Chandran     | Mentes Júlia                                              | Mary lánya és Kate féltestvére. Sok udvarlója van, de ő Anthony Bridgertont választja, amit Kate-t mélyen elkeseríti, annak ellenére, hogy Anthony korábban kijelentette, nem keres szerelmi kapcsolatot. Naiv és ragaszkodik a viscountessé válás gondolatához, nem veszi észre a vonzalmat egészen az utolsó pillanatig, ami átmeneti szakadást okoz közte és Kate között.                                                                                                   | 2.   |
| Lady Mary Sharma          | Shelley Conn           | Tóth Ildikó                                               | Edwina édesanyja és Kate mostohaanyja. VIsszautasított egy megfelelőbb udvarlót, hogy feleségül menjen Kate apjához, egy indiai titkárhoz, és idegesen készül visszatérni Angliába. Kedves, de figyelmetlen, és gyakran Kate-re bízza a család gyakorlati ügyeit. | 2.   |
| Will Mondrich             | Martins Imhangbe       | Gémes Antos                                               | Boxoló és Simon Basset barátja. Visszavonul a bokszból, majd feleségével, Alice-szel saját klubot alapítanak. Miután egy távoli nagynéni meghal, fiuk örökli a Kent báró címét, ezzel a család új tagja lesz a tonnak. | 1–   |
| Theo Sharpe               | Calam Lynch            | Hunyadi Máté                                              | A nyomdában dolgozik. Eloise találkozik vele, miközben Lady Whistledown nyomozásában van, és ő ismerteti meg őt feminista szövegekkel és szervezetekkel. Azonban kénytelenek abbahagyni a találkozgatásokat, amikor Whistledown leleplezi Eloise-t, hogy őrizet nélkül, "politikai radikálisokkal" társalgott. | 2.   |
| Jack Featherington        | Rupert Young           | Bányai Kelemen Barna                                      | Archibald unokatestvére, és a Featherington birtok örököse, miután az utóbbi meghal. Ő egy szélhámos, aki azt állítja, hogy rubinbányákat birtokol Amerikában, ám később kiderül, hogy azok nem jövedelmezőek, és a rubinok hamisítványok. | 2.   |
| John Stirling             | Victor Alli            | Jéger Zsombor                                             | Francesca Bridgertonnal találkozik, és közös visszahúzódó természetük miatt hamar egymásra hangolódnak. | 3–   |
| Lady Araminta Cowper      | Joanna Bobin           | Bertalan Ágnes                                            | Cressida Cowper szülei. | 1–3. |
| Lord Cowper               | Dominic Coleman        |                                                           | Cressida Cowper szülei. | 2–3. |
| Lord Marcus Anderson      | Daniel Francis         | Fekete Ernő                                               | Lady Danbury testvére, aki a vidékről érkezik Londonba egy kis változatosság kedvéért, és közel kerül Violet Bridgertonhoz. | 3–   |
| Cressida Cowper           | Jessica Madsen         | Martinovics Dorina                                        | Daphne Bridgertonnal verseng Friedrich kegyeiért, és megfenyegeti Daphnét, hogy felfedi Simon Bassettel történt csókjukat a kertben. Később érdeklődést mutat Jack Featherington iránt, mivel azt hiszi, hogy gazdag. Az a veszély fenyegeti, hogy hozzáadják egy szórakozást nem kedvelő idős férfihoz, hamisan azt állítja, hogy ő Lady Whistledown. | 1–3. |
| Mrs Varley                | Lorraine Ashbourne     | Kiss Mari                                                 | A Featherington család házvezetőnője és Portia bizalmasa. | 1–   |
| Lady Tilley Arnold        | Hannah New             | Csuja Fanni                                               | Özvegy, akivel Benedict barátságot köt és viszonya is lesz. Nem vágyik újraházasodásra, és elégedetten irányítja néhai férje birtokát.. | 3.   |
| Michaela Stirling         | Masali Baduza          |                                                           | John Stirling unokatestvére. | 3–   |
| Sophie Baek               | Yerin Ha               |                                                           | Szobalány, „aki élete nagy részét arra kényszerülve töltötte, hogy a ton legigényesebb munkaadójának dolgozzon.” | 4.   |
| Lady Araminta Gun         | Katie Leung            |                                                           | Rosamund és Posy Li édesanyja. | 4.   |
| Rosamund Li               | Michelle Mao           |                                                           | Araminta idősebb lánya, aki gyönyörű, hiú, és eltökélt abban, hogy mindig megszerezze, amit akar. | 4.   |
| Alice Mondrich            | Emma Naomi             | Veszelovszki Janka                                        | Will Mondrich felesége. | 1–   |
| Brimsley                  | Hugh Sachs             | Kapácsy Miklós                                            | A királynő titkára. | 1–   |
| Posy Li                   | Isabella Wei           |                                                           | Araminta fiatalabb lánya, aki kedvesebb és barátságosabb, ám édesanyja gyakran figyelmen kívül hagyja. | 4.   |

### Mellékszereplők
| Szereplők           | Színész             | Magyar hang         | Leírás | Évad |
| ------------------- | ------------------- | ------------------- | --- | ---- |
| Rose Nolan          | Molly McGlynn       | Szakács Hajnalka    | Daphne szobalánya és bizalmasa. | 1.   |
| Mrs. Wilson         | Geraldine Alexander | Zsurzs Kati         | A Bridgerton család házvezetőnője. | 1–   |
| Genevieve Delacroix | Kathryn Drysdale    | Kiss Eszter         | Titokzatos helyi modista, aki azt tettetve, hogy francia, ruhákat készít a ton hölgyei számára. Viszonya van Benedicttel. Segít Penelope-nak a Lady Whistledown ügyeiben. | 1–3. |
| Lord Cho            | Caleb Obediah       | György-Rózsa Sándor | A ton további tagjai. | 2–3. |
| Lord Fife           | Bert Seymour        | Pál Tamás           | A ton további tagjai. | 2–3. |
| Margaret Goring     | Esme Coy            | Zsigmond Emőke      | Hölgyek, akiket Anthony Bridgerton meghallgatott. | 2–   |
| Mary Ann Hallewell  | Jessie Baek         | Kereki Anna         | Hölgyek, akiket Anthony Bridgerton meghallgatott. | 2–3. |
| Albion Finch        | Lorn Macdonald      | Hamvas Dániel       | Philippa férje. | 1–3. |
| Lord Debling        | Sam Phillips        | Jaskó Bálint        | Udvarló, aki Penelope Featherington kegyeit kereste. | 3.   |
| Sita Malhotra       | Banita Sandhu       | Jeney Luca          | Debütáló hölgyek 1815-ben. | 3–   |
| Clara Livingston    | Genevieve Chenneour | Koós Boglárka       | Debütáló hölgyek 1815-ben. | 3–   |
| Dolores Stowell     | Kitty Devlin        | Csarkó Bettina      | Debütáló hölgyek 1815-ben. | 3–   |
| Emma Kenworthy      | Sesly Hope          | Alberti Zsófi       | Debütáló hölgyek 1815-ben. | 3.   |
| Winifred Barragan   | Ella Bruccoleri     | Fekete Anna Luca    | Debütáló hölgyek 1815-ben. | 3.   |
| Anne Hartigan       | Molly Jackson-Shaw  | Bach Zsófia         | Debütáló hölgyek 1815-ben. | 3.   |
| Harry Dankworth     | James Phoon         | Csémy Balázs        | Prudence férje. | 3.   |
| Lady Malhotra       | Vineeta Rishi       | Bálint Adrienn      | Sita Malhotra anyja. | 3.   |
| Lady Livingston     | Anna Wilson-Jones   | Menszátor Magdolna  | Clara Livingston anyja. | 3.   |

### Magyar változat
- Magyar szöveg: Simon Nóra (1–2. évad), Garamvölgyi Andrea (3. évad)
- Hangmérnök: Gábor Dániel (1–2. évad), Cs. Németh Bálint (3. évad)
- Vágó: Székely Danielle (1. évad), Sári-Szemerédi Gabriella (2–3. évad)
- Gyártásvezető: Gelencsér Adrienne
- Szinkronrendező: Majoros Eszter
- Produkciós vezető: Kónya Adrienn

A szinkront a Mafilm Audio Kft. készítette.

## Évados áttekintés
| Évad | Évad | Epizódok | Eredeti sugárzás   | Eredeti sugárzás   | Magyar sugárzás    | Magyar sugárzás    |
| Évad | Évad | Epizódok | Évadpremier        | Évadfinálé         | Évadpremier        | Évadfinálé         |
| ---- | ---- | -------- | ------------------ | ------------------ | ------------------ | ------------------ |
|      | 1    | 8        | 2020. december 25. | 2020. december 25. | 2020. december 25. | 2020. december 25. |
|      | 2    | 8        | 2022. március 25.  | 2022. március 25.  | 2022. március 25.  | 2022. március 25.  |
|      | 3    | 8        | 2024. május 16.    | 2024. június 13.   | 2024. május 16.    | 2024. június 13.   |

## Epizódok

### 1. évad (2020)
| Sor. | Év. | Cím                                                  | Rendező             | Író                       | Premier            |
| ---- | --- | ---------------------------------------------------- | ------------------- | ------------------------- | ------------------ |
| 1.   | 1.  | A legtündöklőbb gyémánt (Diamond of the First Water) | Julie Anne Robinson | Chris Van Dusen           | 2020. december 25. |
| 2.   | 2.  | Sokk és öröm (Shock and Delight)                     | Tom Verica          | Janet Lin                 | 2020. december 25. |
| 3.   | 3.  | Az ájulás művészete (Art of the Swoon)               | Tom Verica          | Leila Cohan-Miccio        | 2020. december 25. |
| 4.   | 4.  | Becsületbeli ügy (An Affair of Honor)                | Sheree Folkson      | Abby McDonald             | 2020. december 25. |
| 5.   | 5.  | A herceg és én (The Duke and I)                      | Sheree Folkson      | Joy C Mitchell            | 2020. december 25. |
| 6.   | 6.  | Riszálás (Swish)                                     | Julie Anne Robinson | Sarah Dollard             | 2020. december 25. |
| 7.   | 7.  | Óceánok által elválasztva (Oceans Apart)             | Alrick Riley        | Jay Ross és Abby McDonald | 2020. december 25. |
| 8.   | 8.  | Eső után (After the Rain)                            | Alrick Riley        | Chris Van Dusen           | 2020. december 25. |

### 2. évad (2022)
| Sor. | Év. | Cím                                                 | Rendező      | Író                              | Premier           |
| ---- | --- | --------------------------------------------------- | ------------ | -------------------------------- | ----------------- |
| 9.   | 1.  | A nőcsábász (Capital R Rake)                        | Tricia Brock | Chris Van Dusen                  | 2022. március 25. |
| 10.  | 2.  | Irány a verseny! (Off to the Races)                 | Tricia Brock | Daniel Robinson                  | 2022. március 25. |
| 11.  | 3.  | Mi motoszkál a fejedben (A Bee in Your Bonnet)      | Alex Pillai  | Sarah L. Thompson                | 2022. március 25. |
| 12.  | 4.  | Győzelem (Victory)                                  | Alex Pillai  | Chris Van Dusen és Jess Brownell | 2022. március 25. |
| 13.  | 5.  | Egy elképzelhetetlen sors (An Unthinkable Fate)     | Tom Verica   | Abby McDonald                    | 2022. március 25. |
| 14.  | 6.  | A döntés (The Choice)                               | Tom Verica   | Lou-Lou Igbokwe                  | 2022. március 25. |
| 15.  | 7.  | Harmónia (Harmony)                                  | Cheryl Dunye | Oliver Goldstick                 | 2022. március 25. |
| 16.  | 8.  | A vikomt, aki szeretett (The Viscount Who Loved Me) | Cheryl Dunye | Jess Brownell                    | 2022. március 25. |

### 3. évad (2024)
| Sor. | Év. | Cím                                                    | Rendező        | Író                    | Premier          |
| ---- | --- | ------------------------------------------------------ | -------------- | ---------------------- | ---------------- |
| 17.  | 1.  | Elő az árnyékból (Out of the Shadows)                  | Tricia Brock   | Jess Brownell          | 2024. május 16.  |
| 18.  | 2.  | Milyen fényes a hold (How Bright the Moon)             | Tricia Brock   | Sarah L. Thompson      | 2024. május 16.  |
| 19.  | 3.  | A természet ősereje (Forces of Nature)                 | Andrew Ahn     | Eli Wilson Pelton      | 2024. május 16.  |
| 20.  | 4.  | Régi barátok (Old Friends)                             | Andrew Ahn     | Lauren Gamble          | 2024. május 16.  |
| 21.  | 5.  | Ketyeg az óra (Tick Tock)                              | Bille Woodruff | Azia Squire            | 2024. június 13. |
| 22.  | 6.  | Mr. Bridgerton csábítása (Romancing Mister Bridgerton) | Bille Woodruff | Annabelle Hood         | 2024. június 13. |
| 23.  | 7.  | Kéz a kézben (Joining of Hands)                        | Tom Verica     | Geetika Tandon Lizardi | 2024. június 13. |
| 24.  | 8.  | Egyenesen a fénybe (Into the Light)                    | Tom Verica     | Daniel Robinson        | 2024. június 13. |

## A sorozat készítése
2018. július 20-án a Netflix bejelentette, hogy Shonda Rhimes, a saját produkciós cégével, a Shondalanddel, a Julia Quinn A Bridgerton család sorozatának bestseller regényei alapján készíti el a képernyő adaptációt, míg Chris Van Dusen lesz a showrunner. Quinn elmondta a Tamron Hall Show-ban, hogy amikor az ügynöke értesítette, hogy Rhimes érdeklődik a regényei adaptálása iránt, "majdnem leesett a székről", és gyorsan beleegyezett az ajánlatba. A sorozat első évada Quinn sorozatának első könyvét, A herceg és én-t adaptálta.
Van Dusen egy Shondaland cikkben elmondta: "Úgy gondolom, hogy a történelmi drámákat egy kicsit hagyományosnak és konzervatívnak tekintik. A Bridgertonnal azt szerettem volna elérni, hogy mindent, amit imádtam egy történelmi drámában, frissé, aktuálissá és kapcsolódóvá tegyem."
Mielőtt az első évad adásba került volna, a sorozat már előkészítés alatt állt a második évadhoz, amelyet hivatalosan 2021 januárjában jelentettek be. A második évad Anthony-ra összpontosít, és Julia Quinn A vikomt, aki engem szeretett című könyve alapján készült.
Ahelyett, hogy az első két évad a könyvsorozat sorrendjét követte volna, a harmadik évad Colinra és Penelopéra összpontosít, Julia Quinn Mr. Bridgerton csábítása című negyedik könyve alapján, ahelyett, hogy Benedictre koncentrált volna.  Jess Brownell váltotta Van Dusent íróként és showrunnerként a harmadik és negyedik évadokban.

### Forgatás
A forgatás 2019 júliusában kezdődött és 2020 február végén fejeződött be. Londonban és Bathban készült, valamint különböző angliai birtokokon és parkokban. Bár a sorozat Londonban játszódik, a legtöbb utcai jelenetet Bathban, Yorkban és Chathamben forgatták. A Wilton House területét használták Hyde Parkként, míg a Somerley területét Hampstead Heathként. A kertjeleneteket a Painshill parkjában, Cobham közelében, valamint a Chathami Bizottsági Házban forgatták.
A második évad forgatása 2021 márciusában kezdődött. 2021 májusában arról számoltak be, hogy a Windsor és Maidenhead Királyi Kerülete elutasította a filmforgató díszlet felépítésére vonatkozó engedélyt a Windsor melletti Sunninghill Parkban, annak ellenére, hogy a királyi jóváhagyást megkapták. 2021. július 15-én a második évad forgatását 24 órára leállították, mivel egy stábtag pozitív Covid19 tesztet produkált, de másnap folytatódott a munka. Azonban július 17-én a produkciót határozatlan időre felfüggesztették a második pozitív teszt eredményeként. A forgatás 2021 augusztusában folytatódott, és november 20-án befejeződött.
A harmadik évad forgatása 2022 júliusában kezdődött és 2023 márciusában fejeződött be.
A negyedik évad forgatása 2024. szeptember 16-án kezdődött, és várhatóan 2025 április végén fejeződik be.